# 奥希哈雷斯
奥希哈雷斯，是西班牙安达卢西亚自治区格拉纳达省的一个市镇。总面积7平方公里，
2001年普查人口總數為9838人，人口密度為每平方公里1405人。